# جان ریتبلات
جان ریتبلات (به انگلیسی: John Ritblat) (زاده ۳ اکتبر ۱۹۳۵) کارآفرین، بازرگان و مدیر ارشد اجرایی بریتانیایی است، که در حال حاضر به‌عنوان رییس هیئت مدیره شرکت بریتیش لند فعالیت می‌کند.